# Кузьмин, Андрей Викторович
Андрей Викторович Кузьмин (род. 11 мая 1971, Видное, Московская область) — советский и российский хоккеист, нападающий. Мастер спорта России международного класса.

## Биография
Воспитанник СДЮШОР «Динамо» Москва. Начинал играть во второй команде «Динамо», дебютировав в сезоне 1989/90. В следующем сезоне дебютировал в чемпионате СССР, сыграв два матча. В сезоне 1991/92 играл за «Автомобилист» Екатеринбург. Шесть сезонов провёл в составе «Динамо», затем играл за «Северсталь» Череповец (1998/99), «Инсбрук» (Австрия, 1999/2000), «Крылья Советов» (2000/01 — 2001/02), «МГУ-Пингвины» (2002/03), «Нефтяник-2» Альметьевск (2002/03), «Титан» Клин (2003/04 — 2005/06).
Третий призёр Кубка Карьяла 1996 в составе сборной России.
Тренер в московских школах «Русь» (2007—2014) и «Динамо» (с 2014)

## Достижения
- Абсолютный чемпион России (1993)
- Финалист Кубка Европы (1993)
- Второй призер чемпионата МХЛ (1994, 1996)
- Финалист Кубка МХЛ (1995)
- Чемпион МХЛ (1995)
- Обладатель Кубка МХЛ (1995, 1996)
- Финалист Евролиги (1997, 1998).